# 安德拉尼克·卡拉佩强
安德拉尼克·卡拉佩强（1995年12月15日—），亚美尼亚男子举重运动员，2015年世界举重锦标赛男子77公斤级铜牌得主、2017年夏季世界大运会男子85公斤级银牌得主。